# Comune di Blåvandshuk
Il comune di Blåvandshuk fino al 1º gennaio 2007 è stato un comune danese situato contea di Ribe, il comune aveva una popolazione di 4 378 abitanti (2005) e una superficie di 223 km². Capoluogo era la cittadina di Oksbøl.
Dal 1º gennaio 2007, con l'entrata in vigore della riforma amministrativa, il comune è stato soppresso e accorpato ai comuni di Blaabjerg, Helle, Ølgod e Varde per dare luogo al riformato comune di Varde compreso nella regione della Danimarca Meridionale (Syddanmark).